# Achilles Papapetrou
Achilles Papapetrou (né le 2 février 1907 à Serrès en Grèce et mort le 6 août 1997 à Neuilly-sur-Seine) est un physicien grec. Il a travaillé dans le domaine de la cristallographie, puis s'est intéressé à la relativité générale, à laquelle il a apporté plusieurs contributions. En particulier, l'équation de Papapetrou décrit le mouvement d'une particule dotée de rotation propre, en relativité générale.

## Biographie
Il a suivi des études d'ingénieur à l'Université Nationale Technique d'Athènes, de 1925 à 1930. En 1934, il partit en Allemagne pour préparer une thèse en cristallographie, sous la direction de Peter Paul Ewald à l'université de Stuttgart. Son centre d'intérêt se tourne rapidement vers la relativité générale, et avec Helmut Honl il s'intéresse au mouvement d'une particule possédant une rotation propre.
Après l'obtention de son doctorat, il retourne à Athènes comme assistant, dans le département de génie électrique. En 1940 il y devint professeur de physique. En 1946, Erwin Schrödinger l'invite à Dublin (Institut d'études avancées de Dublin) pour travailler sur sa théorie du champ unifié. En 1948, il rejoint l'université de Manchester où il travaille essentiellement sur des questions liées à la relativité générale. En 1952, il part pour Berlin-Est, où il monte un groupe de relativité à l'Académie des Sciences de la République Démocratique Allemande. En 1962, il devient directeur de recherche au CNRS et s'installe à Paris. En 1975, il devient directeur du laboratoire de physique théorique de l'Institut Henri-Poincaré.